# XB-28 (航空機)
XB-28 ドラゴン
XB-28
- 用途：爆撃機
- 分類：爆撃機
- 製造者：ノースアメリカン・エイヴィエーション社
- 運用者： アメリカ陸軍航空軍（予定）
- 初飛行：1942年4月26日[1]
- 生産数：2機
- 退役：1943年8月4日（XB-28A-NA）
- 運用状況：未就役
- 原型機：B-25 ミッチェル

XB-28 ドラゴン（North American XB-28 Dragon）は、アメリカ合衆国のノースアメリカン社がアメリカ陸軍航空軍向けに開発した試作爆撃機である。同社の社内呼称はNA-63。
愛称の「ドラゴン (Dragon)」は龍の意。

## 概要
B-25 双発爆撃機を元として開発された機体で、双発機で主翼が直線翼、前輪式という点はB-25と同じ設計であった。B-25からの変更点は、双垂直尾翼が単垂直尾翼となり、内部が与圧されていたことである。このため、防御銃座は無人銃塔式となっており、全て与圧区画内の射撃管制装置からの遠隔操作で作動する。銃塔は機体中央部上下と尾部の3箇所に設置されていた。
なお、XB-28はアメリカ陸軍航空隊の開発した機体の中で初めて与圧室を備えた機体である。5名の乗員は全て与圧区画内に位置し、区画内は高度30,000フィート（約10,000メートル）までであれば8,000フィート（約2,400メートル）相当の気圧（概ね約0.75気圧）を維持することができた。

## 開発
アメリカ陸軍航空隊が1939年8月に提示したXC-214（高高度双発中型爆撃機計画）には、マーティン、ノースアメリカンの2社が応じた。マーティンはXB-27案、ノースアメリカンはXB-28案を陸軍航空隊統合後のアメリカ陸軍航空軍へ提出した。
1942年4月に初飛行した試作機(S/N 40-3056)、"XB-28"はターボチャージャー付のプラット・アンド・ホイットニー R-2800 空冷星型エンジンが功を奏し、高度7600mで速度約600km/hを記録するなど良好な性能を示した。だが、当時ノースアメリカン社はB-25ミッチェルの大量生産を抱えており、XB-28を生産する余裕は無かった。また、陸軍航空軍の方針の変更で、高高度爆撃は大型の4発爆撃機の担当とすること、双発爆撃機は戦略爆撃よりも戦術攻撃を主任務として、高高度性能よりも低高度侵攻能力を重要視すべき、とされ、運用の目的は高高度偵察に変更された。試作2号機(S/N 40-3058)はこの方針転換に基づいて製造され、エンジンをR-2800-27に変更し、爆弾倉後部に4台の航空カメラを設置すると共に内装式増加燃料タンクを増設した仕様として完成、"XB-28A"と命名された。
しかし、与圧室を備えて超長距離を飛行できる大型戦略爆撃機の実用化が確実なものとなると、高高度偵察任務も4発大型爆撃機の派生型に担当させることが機体の能力的にも適切である、とされたため、本機の存在意義はほとんど無くなってしまい、開発を続行する必要性が疑問視されるに至った。完成したXB-28Aは試作1号機に引き続き各種の飛行試験を行ったが、1943年8月4日に南カリフォルニア沖での飛行試験において、緩降下機動のテスト中に尾部が激しい振動を起こして制御不能となり、乗組員は全員脱出したもの機体は墜落して失われた。結局、事故を理由にこの日限りでXB-28は開発中止となった。

## 諸元
出典：
寸法

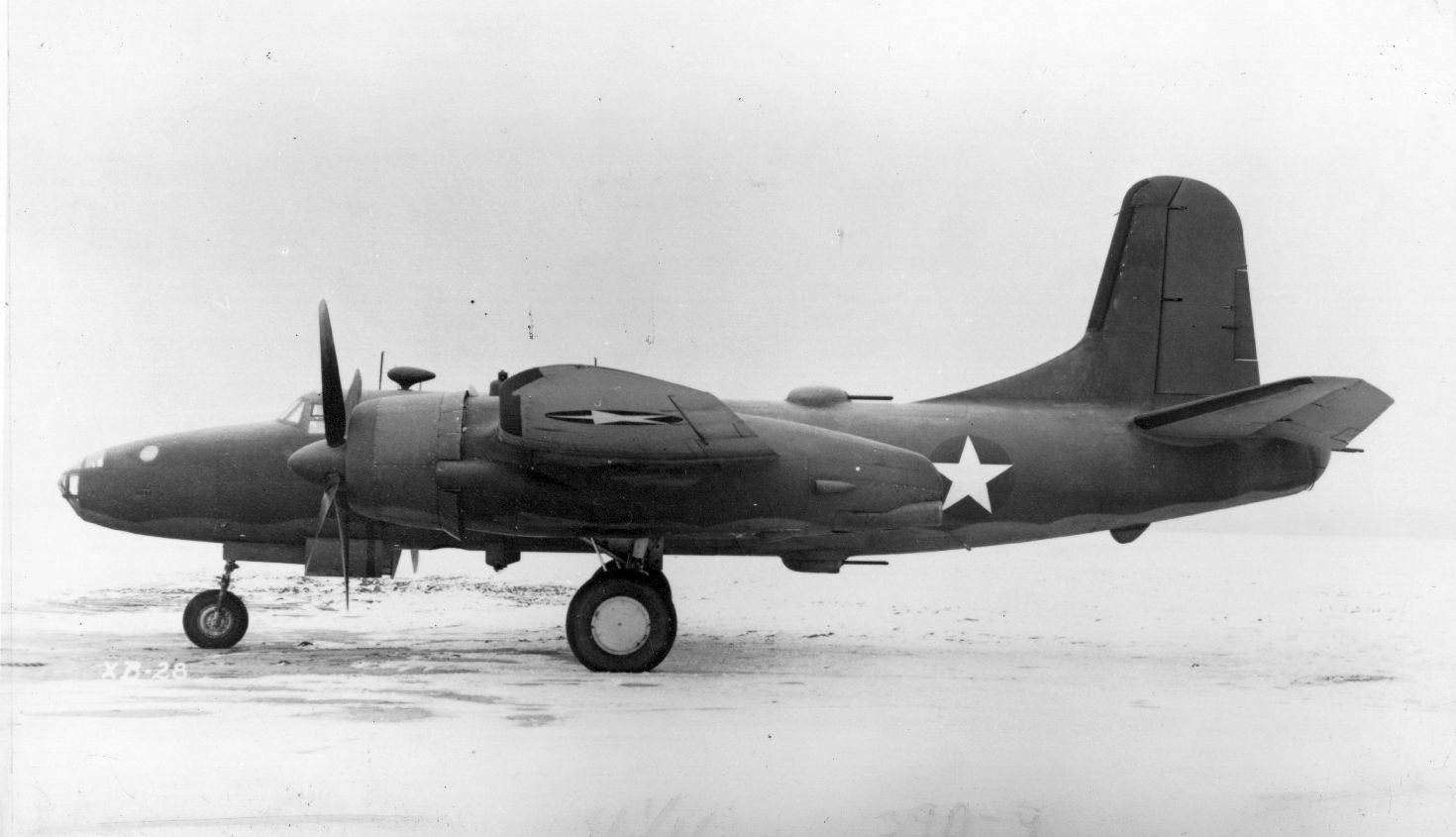
XB-28-NA(S/N 40-3056)
(撮影年不詳)

- 全長：56 ft 4 in (17.17 m)
- 全幅（翼幅）： 72 ft 6 in (22.10 m)
- 全高： 22 ft 0 in (6.71 m)
- 翼面積： 675.9 sq ft (62.79 m^2)

重量
- 空虚重量： 25,575 lb (11,601 kg)
- 全備重量： 35,763 lb (16,222 kg)
- 最大離陸重量： 39,135 lb (17,751 kg)

飛行性能
- エンジン：P&W R-2800-27 空冷星型18気筒（9気筒2列） 2000 hp(1,500 kW)×2
- 最大速度： 372 mph (599 km, 323 kn) ※高度 25,000 ft (7,600 m)
- 巡航速度： 255 mph (410 km/h, 222 kn)
- 航続距離： 2,040 mi (3,280 km, 1,770 nmi)
- 最大到達高度： 34,800 ft (10,600 m)

- 実用上限高度：33,507 ft (10,213 m)

- 上昇力：18.517 ft/s (5.64 m/s)
- 翼面荷重：52.87 lb/sq ft (258.1 kg/m^2)
- 出力重量比：0.112 hp/lb (184 W/kg)

武装
- 爆弾： 2,000 lb (910 kg) ※通常運用時 / 4,000 lb (1,800 kg) ※最大
- .50 口径 (12.7mm) AN-M2 機関銃 6 基（連装銃塔 x 3）※遠隔操作式

- 乗員 5名